# Monti Taita
I monti Taita (in inglese Taita Hills) sono un gruppo montuoso del Kenya meridionale, situati circa 50 km ad est del Kilimanjaro. Costituiscono l'estremità settentrionale della catena dei Monti dell'Arco Orientale.

## Fauna e flora
I monti sono ricoperti da una foresta nebulosa con numerosi endemismi sia floristici che faunistici. Tra i primi si possono citare le numerose specie di "violette africane" (Streptocarpus spp.), esclusive di questa regione, mentre tra i secondi si possono ricordare il tordo dei monti Taita (Turdus helleri) e l'apalis dei Taita (Apalis fuscigularis); altre specie quali il falco delle Taita (Falco fasciinucha) e l'averla delle Taita (Lanius dorsalis), pur presenti, hanno un areale ben più esteso.

Merita inoltre una menzione la presenza del raro anfibio gimnofione Boulengerula niedeni (Herpelidae). 